# Егли Екулен
Егли Екулен (фр. Eygluy-Escoulin) насеље је и општина у источној Француској у региону Рона-Алпи, у департману Дром која припада префектури Ди.
По подацима из 2011. године у општини је живело 61 становника, а густина насељености је износила 2,3 становника/km². Општина се простире на површини од 26,53 km². Налази се на средњој надморској висини од 580 метара (максималној 1.342 m, а минималној 350 m).

## Демографија
| 1962. | 1968. | 1975. | 1982. | 1990. | 1999. | 2011. |
| ----- | ----- | ----- | ----- | ----- | ----- | ----- |
| 52    | 64    | 42    | 57    | 40    | 59    | 61    |

График промене броја становника у току последњих година